# Eotiaris
Eotiaris is een geslacht van uitgestorven zee-egels uit de familie Miocidaridae.

## Soorten
- Eotiaris connorsi Kier, 1965
- Eotiaris guadalupensis Thompson, 2015
- Eotiaris keyserlingi Geinitz, 1848